# Lardo

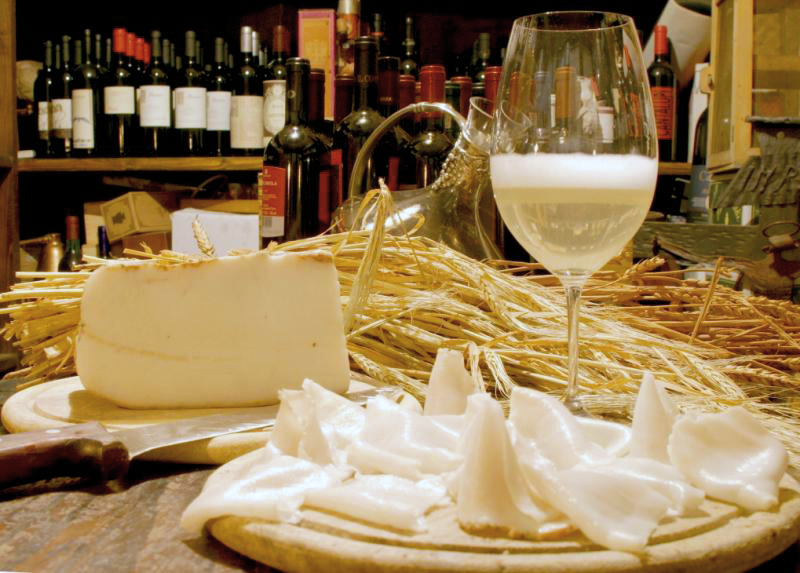
Lardo di Colonnata.

Lardo é a camada de gordura por baixo da pele de certas partes do porco. É muito utilizada na culinária de diversos países, como o lardo italiano, curado e temperado com alecrim.
O lardo mais famoso provavelmente é o do vilarejo de Colonnata, ao norte da Toscana, onde o produto é feito desde os tempos romanos. Colonnata é uma frazione da cidade de Carrara, célebre por seu mármore. A própria Colonnata se localiza num local de onde o mármore de Carrara é extraído e, tradicionalmente, o lardo local é curado por meses numa bacia feita com este mármore local. O lardo de Colonnata é detentor, atualmente, de uma denominação de origem protegida.
Outra variedade valorizada do lardo é o Valle d'Aosta Lard d'Arnad, outro produto com denominação protegida, produzido na área de Arnad, no vale de Aosta.